# 만성 소모성 질병

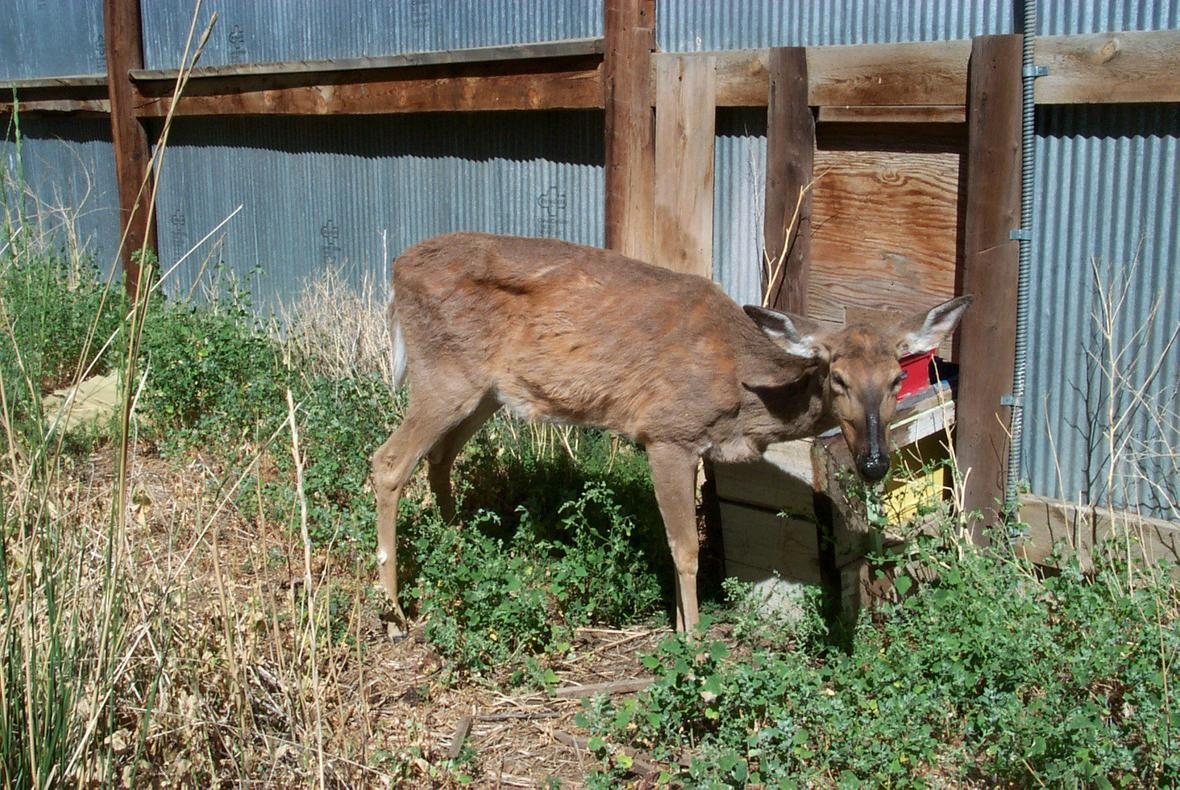

만성 소모성 질병(慢性消耗性疾病, Chronic wasting disease, CWD)은 노새사슴(또는 뮬사슴), 흰꼬리사슴, 와피티사슴(또는 엘크), 말코손바닥사슴(또는 무스)에 발병하는 전염성해면상뇌병증(TSE)의 일종이다. 광록병(狂鹿病, mad deer disease)이라 불리기도 한다.
현재까지 CWD는 사슴 종류에서만 발견되었다. 1967년 미국 콜로라도주 북부에 위치한 야생동물 연구소에서 노새사슴에서 일련의 소모성 증상을 처음으로 인식하였고, 1978년에는 TSE로 확인되었고, 미국의 23개 주와 캐나다 2개 주의 방목되거나 사육되는 사슴들로 확산되었다. CWD는 만성적인 체중 감소로 죽음에 이르는 것이 특징이다. 동물이나 사람의 다른 TSE와의 관련성은 알려져 있지 않다.
CWD의 영향을 받은 사람에 대한 대중지의 보고가 있었지만, 미국 질병통제예방센터의 연구에서는 ‘그러한 전염이 있을 가능성에 대해서는 더 많은 역학적인 실험실 연구가 필요하다’고 제시하였다.
역학적 연구에서는 ‘예방책으로, 사냥꾼은 CWD가 확인된 지역에서 CWD 물질을 지니는 것으로 알려진 사슴과 엘크의 조직(예를 들면, 뇌, 척수, 눈, 지라, 편도선, 림프절 등)을 먹는 것을 피해야 한다’고 결론지었다.

## 임상 징후
CWD의 대부분은 다 자란 동물에서 발생한다. 이 병은 진행성이며 언제나 치명적이다. CWD의 가장 명확하고 지속적인 징후는 시간에 따른 체중 감소이다. 대부분의 경우 행동 변화도 일어나는데, 다른 동물들과의 상호작용이 줄어들고, 무관심해지고, 머리가 처지고, 졸며, 일정 양식의 걸음을 반복하고, 썩기 시작하는 고기 냄새가 난다. 엘크에서는 과다흥분성과 신경질도 나타날 수 있다. 병에 걸린 동물들은 계속 풀을 뜯지만, 건초에는 관심이 줄어들 수 있다. 침 분비가 과다해지고 이의 마모가 생길 수도 있다. 대부분의 사슴들은 물을 더 많이 마시며, 소변도 증가한다.

## 원인물질
CWD, 진전병이나 소해면상뇌병증과 같은 다른 TSE의 원인이 되는 물질은 일반적으로 단백질의 비정상적 형태인 프리온으로 여겨진다. 프리온은 '프리온 단백질'(PrP)로 알려져 있고, 중추 신경계(CNS)에서 가장 흔히 발견되며, 말초 신경계(PNS)로 확산되면서 사슴의 고기와 근육을 감염시킬 수 있다. 비정상적인 PrP는 정상 세포 프리온 단백질(PrPC)의 비정상 프리온 형태(PrPCWD)로의 변환을 촉진시킴으로 숙주 동물을 감염시킨다. 뇌내의 PrPCWD 형성은 광범위한 신경변성과 관련된다. 한정적으로 받아들여지고 있는 또 다른 이론은, 평범한 세포벽이 없는 스피로플라스마가 원인물질일 수 있다는 것이다. 이는 프리온이 어느 정도의 역할을 함을 배제하지는 않으나, 이 추측에 의하면 프리온은 스피로플라스마의 부산물일 수도 있다고 제시된다.